# Veliki Jasenovac
Veliki Jasenovac (em cirílico: Велики Јасеновац) é uma vila da Sérvia localizada no município de Zaječar, pertencente ao distrito de Zaječar, na região de Timočka Krajina. A sua população era de 226 habitantes segundo o censo de 2011.

## Demografia
| 1948 | 1953 | 1961 | 1971 | 1981 | 1991 | 2002 | 2011 |
| ---- | ---- | ---- | ---- | ---- | ---- | ---- | ---- |
| 1059 | 992  | 880  | 835  | 677  | 525  | 370  | 226  |